# George Washington (uitvinder)

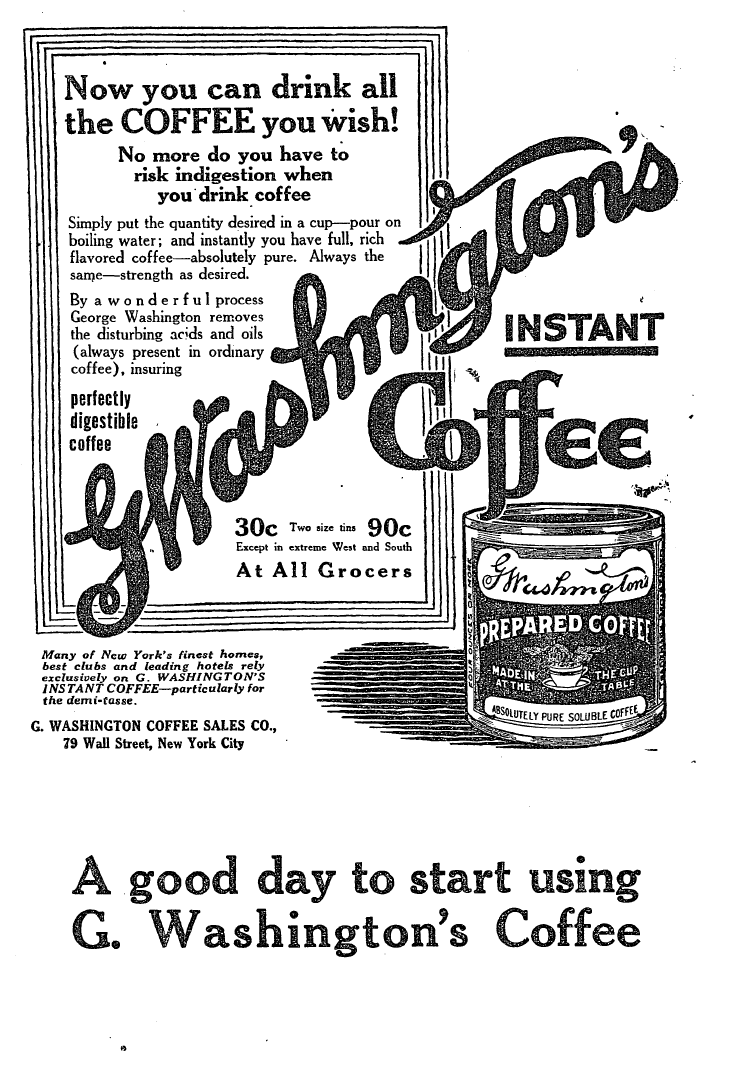
Een advertentie van George Washington in The New York Times van 23 februari 1914

George Constant Louis Washington (Kortrijk, 20 mei 1871 – Mendham, 29 maart 1946) was een Amerikaans uitvinder en ondernemer van Belgische en Britse origine. George Washington was de uitvinder van een productieproces van een vroege versie van de oploskoffie. Zijn bedrijf, de G. Washington Coffee Company, was het eerste bedrijf dat oploskoffie als massaproduct op de markt bracht.
In 1897 kwam George Washington als Belgische emigrant aan in New York. Tijdens een tijdelijk verblijf in Centraal-Amerika in 1906 of 1907 ontwikkelde hij een productieproces voor instantkoffie. De verkoop van zijn koffie begon in 1909 en het bedrijf om de koffie te produceren werd in 1910 opgericht. Het bedrijf had als basis New York en werd tijdens de Eerste Wereldoorlog een belangrijke leverancier voor het leger. De G. Washington Coffee Company maakte veel reclame in de kranten van New York en op de radio. Het succes van Washingtons bedrijf maakte hem rijk, waardoor hij in een landhuis in Brooklyn kon wonen. Hij kreeg problemen met de belastingdienst en in 1927 verhuisde hij met zijn bedrijf naar New Jersey. Washington was getrouwd en had drie kinderen.
In 1943, vlak voor Washingtons dood, werd zijn bedrijf verkocht aan American Home Products. Hoewel het koffiemerk al niet meer wordt gebruikt sinds 1961, wordt Washingtons naam nog steeds gebruikt door G. Washington's Seasoning & Broth.

## Jeugd en familie
George Washington werd op 20 mei 1871 geboren in Kortrijk, België. Hij had een Britse vader en een Belgische moeder. Volgens de toenmalige wet had Washington daardoor de Britse nationaliteit, maar in mei 1918 werd Washington tot Amerikaan genaturaliseerd. Minstens zes andere familieleden vestigden zich ook in de Verenigde Staten of Midden-Amerika.
Washington groeide op in Brussel en studeerde scheikunde aan de Universiteit van Bonn. In december 1895 trouwde Washington met de Belgische Angeline Céline Virginie "Lina" Van Nieuwenhuyse. Lina was geboren in 1876 en had een Belgische vader en een Britse moeder. De Washingtons emigreerden in 1897 naar New York, waar zij zich vestigden en drie kinderen kregen. De drie kinderen heetten Louisa Washington (mei 1897), Irene Washington (mei 1898) en George Washington Jr. (augustus 1899).
Nadat ze aankwamen in New York, richtte Washington een bedrijf op dat kerosinegloeikousjes maakte. George Washington woonde toen in New Brighton, maar het bedrijf stond in Jersey City. Washingtons bedrijf werd opgeheven na de opkomst van de gloeilamp. Washington had ook nog een tijd lang een bedrijf dat fotocamera's maakte.
George Washington werkte in 1906 of 1907 op een ranch in Guatemala. Daar ontwikkelde hij zijn productieproces van instantkoffie. Na een jaar keerde Washington terug naar New York en richtte G. Washington Coffee Company op.

## Persoonlijk leven
Nadat hij in 1910 zijn koffiebedrijf had opgericht, verhuisde hij naar 47 Prospect Park West in Brooklyn. Hij kocht ook nog een tweede huis op 287 South Country Road in Bellport, Suffolk County. Washington verkocht zijn beide huizen in 1926-1927 aan een groep rijke mannen uit Brooklyn die een herenclub wilden oprichten. Hij verhuisde zijn bedrijf naar New Jersey en kocht voor zichzelf het vroegere landgoed van gouverneur Franklin Murphy in Mendham.
Washington was gek op exotische dieren en tuinieren. Hij had uitgebreide menagerieën op zijn landgoed in Bellport en later ook op zijn landgoed in Mendham. Op Long Island zag men hem geregeld met een vogel of een aap op zijn schouder. Op zijn beide menagerieën had Washington vooral veel zeldzame vogels. In Bellport waren er ook herten, schapen, geiten en antilopen gezien, terwijl er in Mendham herten, lama's en zebra's zijn gezien. Washington was een actief lid van de Lotus Club, een literaire herenclub in New York.
Washington werd naar voren geschoven tijdens de presidentsverkiezingen van 1920 als de voorkeurskandidaat van South Dakota voor de "American Party". De papieren werden echter te laat ingeleverd, waardoor hij niet meer kon deelnemen aan de presidentsverkiezingen.

That's the fellow. He has put one over on us. He has a barrel of money – enough to run a slambang campaign. Why, don't you remember, he just bought that $100,000 mansion from Albert Feltman on Prospect Park West. He's learned a lot about politics by being a neighbor of Senator Calder and George Hamlin Childs. And when you come to think of it, that American Party stuff is good campaign dope this year, what with all the Bolsheviki and the Government after the Reds and the row about the League of Nations, and all that. We've been overlooking something for sure.
— Een anonieme politicus uit Brooklyn in The New York Times van 4 januari 1920.

Vertaling:

Dat is hem. Hij heeft ons opzij gezet. Hij heeft een hoop geld – genoeg om een geweldige campagne te kunnen voeren. Weet je nog, hij heeft net voor $100.000 het herenhuis van Albert Feltman op Prospect Park West gekocht. Hij heeft een hoop geleerd over politiek doordat hij een buurman is van senator Calder en George Hamlin Childs. En als je er goed over nadenkt, dat gedoe met de American Party is goed campagnemateriaal dit jaar, met de bolsjewieken en de regering die achter de communisten aan zit, de rel rond de Volkenbond en al die andere dingen. We hebben vast iets over het hoofd gezien.

## Uitvindingen en ondernemingen

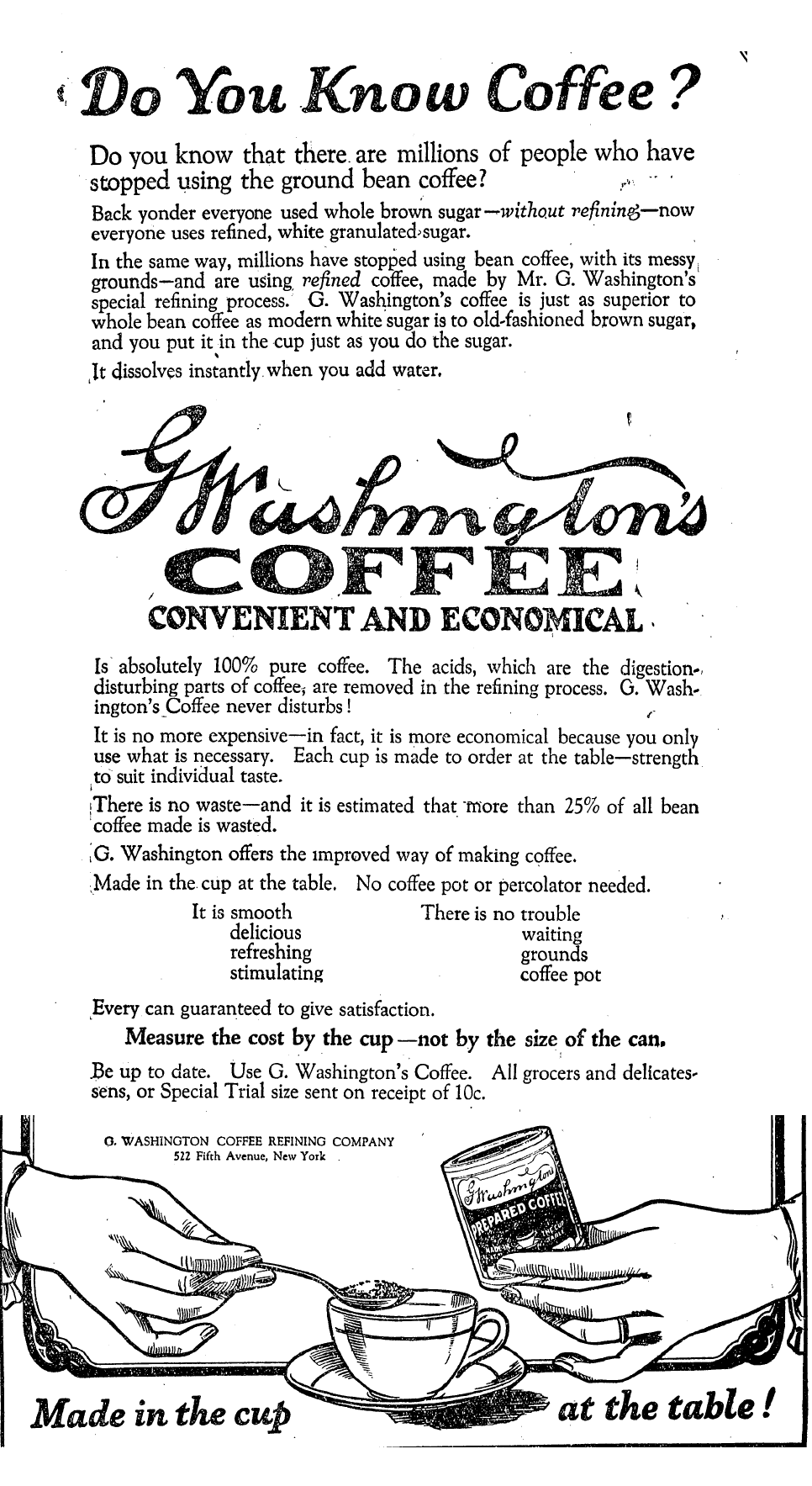
Deze advertentie vergelijkt instantkoffie met de "puurheid" van witte geraffineerde suiker. De advertentie stond op 2 januari 1922 in The New York Times.

George Washington bezat meer dan 25 patenten op het gebied van petroleumlampen, fotocamera's en voedselverwerking. Hij was niet de uitvinder van de instantkoffie zelf, maar de uitvinding van Washington zorgde wel voor een commerciële productie ervan. Er wordt beweerd dat hij werd geïnspireerd door gedroogd poeder op de rand van een zilveren koffiepot. Federico Lehnhoff Wyld ontwikkelde ook een productieproces van instantkoffie op ongeveer hetzelfde moment als Washington. Wyld zou de instantkoffie in Europa gaan verkopen. Omdat Wyld de huisarts was van Washington, wordt er beweerd dat de ontdekking niet onafhankelijk was.
Washingtons product werd in 1909 eerst op de markt gebracht als Red E Coffee (Red E is een woordspeling op "ready", het Engelse woord voor klaar). In 1910 werd de G. Washington Coffee Refining Company opgericht. De eerste fabriek van Washington stond op 147 41st Street in Brooklyn. Het bedrijf verhuisde later naar New Jersey. De fabriek stond vanaf 1927 op 45 East Hanover Avenue in Morris Plains.
De advertenties van het bedrijf benadrukten vaak het gemak, de actualiteit en de zuiverheid van het product. Er werd beweerd dat het beter was voor de spijsvertering en dat het meer energie gaf dan de "normale" koffie. Men vond de instantkoffie echter van lage kwaliteit. Het zou een verschrikkelijke smaak gehad hebben en het zou niet veel meer geweest zijn dan een rage.
Washington kreeg problemen met de belastingdienst over de financiële banden tussen hemzelf en zijn bedrijf. In november 1918 sloot hij een overeenkomst met het bedrijf voor het gebruik van zijn handelsgeheimen voor de productie van koffie. Een maand later gaf hij 80% van de aandelen weg aan zijn naaste familieleden. De Washingtons meenden dat er geen belastingen betaald hoefden worden op het inkomen van de familieleden. Uiteindelijk verloren ze de rechtszaak bij het Hof van Beroep. Een verzoek bij het Hooggerechtshof werd afgewezen.
George Washingtons zoon, George Washington Jr., werkte een tijdje als hoofd van de boekhouding in het bedrijf van zijn vader. Net als zijn vader hield ook hij zich bezig met uitvinden. Hij verkreeg het patent op een veelgebruikt proces van fotogravures voor kranten. Het proces werd door Fairchild Camera and Instrument in 1948 op de markt gebracht.

## Militaire contracten

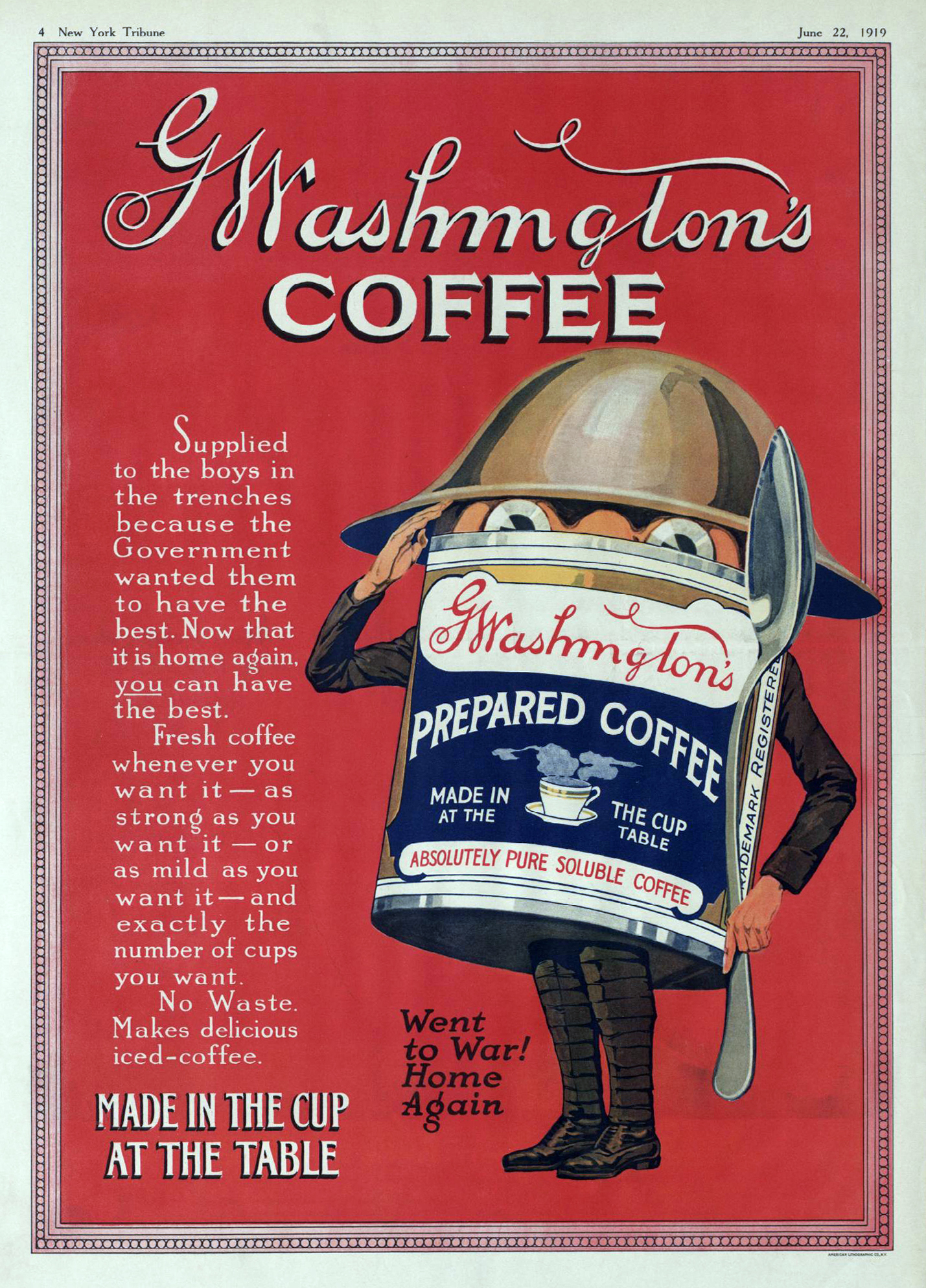
Na de Eerste Wereldoorlog werd de koffie geherintroduceerd met de slogan Went to War! Home Again (Was naar de oorlog! Weer thuis!). Deze advertentie stond op 22 juni 1919 in de New York Tribune.

Washingtons toen unieke product was erg functioneel in de Eerste Wereldoorlog. Koffie was erg waardevol in de strijd omdat het cafeïne bevatte. E.F. Holbrook, het toenmalige hoofd van de koffieafdeling in het United States Department of War, zag koffie als een belangrijk hulpmiddel bij het herstellen van de gevolgen van mosterdgas. Tijdens de oorlog sprongen almaar meer bedrijven op de enorme vraag van het leger, die aan het einde van de oorlog zes keer groter was dan van heel de Verenigde Staten. Amerikaanse noodrantsoenen uit de Eerste Wereldoorlog bevatten een pak met 7 gram extra sterke instantkoffie. Omdat iedere soldaat een rantsoen kreeg, creëerde het leger zo een grote afzetmarkt voor oploskoffie. De soldaten noemden het drankje een cup of George. Ze dronken het voor de cafeïne, niet voor de smaak, en dus werd hij zelfs koud gedronken.

Ik ben erg gelukkig, ondanks de ratten, de regen, de modder, de tocht, het gebrul van het kanon en het gekrijs van granaten. Het duurt maar één minuut om mijn kleine op olie werkende kookplaatje aan te zetten en wat George Washington Coffee te maken... Elke nacht stuur ik een schietgebedje voor het welbevinden van [Mr. Washington].
— Een brief uit 1918 van een Amerikaanse soldaat aan het front.

Tijdens de Tweede Wereldoorlog werd het Amerikaanse leger weer een grote afzetmarkt van instantkoffie. Er hadden echter nog meer merken hun intrede gedaan sinds de Eerste Wereldoorlog. Deze werden nu ook gevraagd door het Amerikaanse leger. Vooral Nescafé zou nu de markt overnemen.

## Het lot van de man en het bedrijf
G. Washington Coffee Refining Company werd in 1943 verkocht aan American Home Products (sinds 2002 bekend als Wyeth) en George Washington ging met pensioen. Het bedrijf, dat voor het grootste gedeelte in het bezit was van de familie, werd verkocht voor 29.860 aandelen van American Home Products. Op dat moment waren de aandelen 1,7 miljoen dollar waard. American Home Products nam in die periode wel meer bedrijven over: in acht jaar werden er 34 bedrijven overgenomen. Clarence Mark werd de opvolger van Washington.
In zijn laatste levensjaren verkocht Washington de "Franklin Farms" en verhuisde hij naar de New Vernon Road in Mendham. Washington stierf op 29 maart 1946, drie jaar nadat hij zijn bedrijf had verkocht. Hij was 74 jaar, maar was al een tijd ziek. Drie dagen na zijn dood werd hij begraven.
G. Washington koffie werd in 1961 als merk opgeheven, omdat het opging in Tenco, op dat moment een divisie van The Coca-Cola Company. Een restant van het merk is G. Washington's Seasoning & Broth. Dit merk was door American Home Products in 1938 opgericht en werd niet verkocht in 1961. Uiteindelijk werd het in 2000 door American Home Products verkocht en in 2001 kwam het in handen van Homestat Farm.

## Patenten
- U.S. Patent 576523
- U.S. Patent 576524
- U.S. Patent 584569
- U.S. Patent 589051
- U.S. Patent 593257
- U.S. Patent 607974
- U.S. Patent 619059
- U.S. Patent 706504
- U.S. Patent 706505

- U.S. Patent 730498
- U.S. Patent 745698
- U.S. Patent 760670
- U.S. Patent 760671
- U.S. Patent 760672
- U.S. Patent 770135
- U.S. Patent 770836
- U.S. Patent 777871
- U.S. Patent 778518

- U.S. Patent 781317
- U.S. Patent 1504459
- U.S. Patent 1512730
- U.S. Patent 1512731
- U.S. Patent 1631298
- U.S. Patent 1631299
- U.S. Patent 1631302
- U.S. Patent 1631303